# Electricidade e Aguas da Guine-Bissau

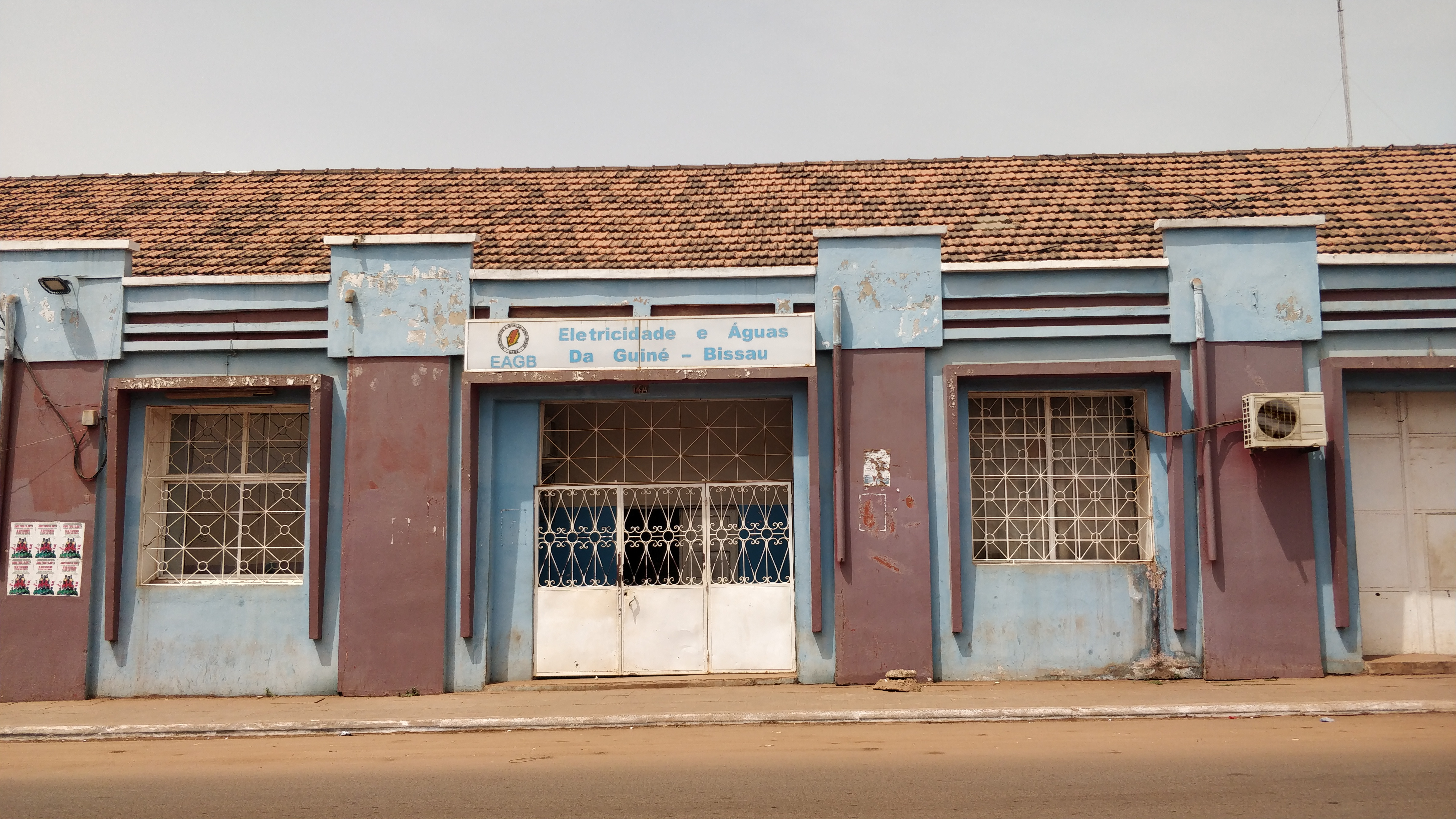
Siège local de la compagnie d'électricité et des eaux de Guinée-Bissau.

Electricidade e Aguas da Guine-Bissau (EAGB) est la compagnie nationale d'électricité et de gestion de l'eau de la Guinée-Bissau. L'entreprise possède en 2001 une capacité installée de 1 100 kW. En 2007 la production annuelle est estimée à 65 millions de kWh, 100% provenant de ressources fossiles.
En 2005, EAGB délivrait de l'électricité à environ 15300 clients, dont 11750 possédant un compteur et 3 500 sans compteur, ainsi que de l'eau à 6300 clients, moins de 300 possédant un compteur.